# Le Manoir de l'horreur
Le Manoir de l'horreur (惨劇館, Zangekikan) est un manga d'horreur de type shōjo d'Ochazukenori.
Les dix tomes sont parus entre 1988 et 1993 au Japon aux éditions Asahi Sonorama et en 2004 et 2005 en France aux éditions Delcourt.